# والتر غوتشالك
والتر غوتشالك (بالإنجليزية: Walter Gottschalk)‏ هو رياضياتي وأستاذ جامعي أمريكي، ولد في 3 نوفمبر 1918 في لينشبرغ في الولايات المتحدة، وتوفي في 15 فبراير 2004 في بروفيدنس في الولايات المتحدة.